# Териокская улица
Терио́кская у́лица — улица в городе Зеленогорске (б. Териоки) Курортного района Санкт-Петербурга. Проходит от Среднего проспекта и Широкой улицы до Выборгского переулка.
Своё название получила 6 ноября 2009 года по историческому названию города Зеленогорска — Териоки.
Небольшой рыбацкий посёлок Териоки (швед. Terijoki, от искажённого фин. Tervajoki — Смоляная река) у места впадения Жемчужного ручья (реки Жемчужной) в Финский залив известен с XVIII века.
Согласно данным сервиса Google Earth, Териокская улица была построена в период с мая 2013 по май 2014 года. Работы по заказу комитета по строительству вело ООО «Строительная компания „Орион плюс“». В декабре 2015 года на улицу было получено разрешение на ввод в эксплуатацию.

## Перекрёстки
- Средний проспект / Широкая улица / 2-й Широкий переулок
- Липовая улица
- Ландышевая улица
- Фиалковая улица
- Калиновая улица
- Фиалковая улица
- Выборгский переулок